# Vallata, Italia
Vallata este o comună din provincia Avellino, regiunea Campania, Italia, cu o populație de 2.870 locuitori și o suprafață de 47,91 km².

## Demografie
Vallata - evoluția demografică

|  | Graficele sunt indisponibile din cauza unor probleme tehnice. Mai multe informații se găsesc la Phabricator și la wiki-ul MediaWiki. |

Date: Recensăminte sau birourile de statistică - grafică realizată de Wikipedia